# Things Falling Apart
Things Falling Apart (в переводе с англ. — «Вещи распадаются на части») — альбом ремиксов американской индастриал-рок-группы Nine Inch Nails, выпущенный 21 ноября 2000 года. В системе нумерации Halo альбом маркирован как Halo 16.

## Об альбоме
Things Falling Apart является 16-м официальным релизом группы. Однако промосингл «Into the Void» ошибочно также пронумерован как Halo 16.
Альбом содержит ремикшированные версии песен четвёртого студийного и третьего полноформатного альбома Nine Inch Nails The Fragile. В отличие от оригинальной пластинки, Things Falling Apart не является двойным альбомом, так как на последнем представлено несколько ремиксов только 6 композиций The Fragile: «Into the Void»,  «Starfuckers, Inc.», «The Wretched», «The Great Below», «The Frail» и «Where Is Everybody?». На Things Falling Apart также присутствуют треки «Metal» и «10 Miles High (Version)». «Metal» является кавер-версией одноимённой песни Гэри Ньюмана. Композиция «10 Miles High» написана Трентом Резнором и исполнена Резнором и Кейтом Хиллебрандтом. Ранее эта песня издавалась на винил-версии альбома The Fragile и в качестве би-сайда сингла «We’re in This Together». Представленная на Things Falling Apart версия «10 Miles High» отличается отсутствием эмбиента в начале, несколько изменёнными звуковыми каналами и переносом гитарного семпла из начала в конец трека.
Оформлением альбома занимался Роб Шеридан. Он разработал дизайн обложки, а также снял рекламный ролик и разработал мини-сайт Things Falling Apart. Работа над оформлением пластинки послужила началом сотрудничества NIN с Шериданом, продолжавшегося до 2016 года.

## Реакция критиков и продажи
Things Falling Apart был крайне негативно встречен музыкальными обзревателями. Редактор Rolling Stone Барри Уолтерс оценил альбом в 2.5 звезды из возможных 5. Он раскритиковал звучание ремиксов, назвав их «несвежими» и «не танцевальными». Уолтерс положительно воспринял только композицию «Metal», поскольку, по его мнению, песня наиболее приближена к синти-поп-звучанию оригинальной версии Гэри Ньюмана. Неоднозначная оценка была поставлена журналом NME. Обозреватель Тони Нейлор присудил Things Falling Apart 10 из 10; свою оценку Нейлор прокомментировал следующим образом: «Это для того, чтобы простимулировать его [Трента Резнора], чтобы он создал следующий [альбом ремиксов] получше». Разгромной рецензией был встречен альбом музыкальным порталом Pitchfork Media. Райан Керни назвал непростительным для NIN наличие целых трёх «драм-н-бейс-миксов» песни «Starfuckers, Inc», а также негативно охарактеризовал звучание остальных ремиксов, которые, по словам Керни, «разрушили» композиции The Fragile. Адам Брегман, редактор Allmusic, дал альбому 1.5 звезды из 5. Он написал, что Things Falling Apart просто «коллекция ремиксов».
Музыкальные критики пришли к единому мнению, что Things Falling Apart является не только худшим релизом NIN, но и худшим в каталоге лейбла Nothing Records.
Несмотря на рекламную кампанию, Things Falling Apart оказался менее успешным по сравнению с предыдущим ремиксовым альбомом Further Down the Spiral, выпущенном в 1995 году. Things Falling Apart дебютировал на 98 строчке британского чарта и на 67 месте Billboard 200, что является более низким результатом, чем у Further Down the Spiral. Несколько лучше дела обстояли в чарте Top Internet Albums; там альбом разместился на 13 строчке.

## Список композиций
CD / Компакт-кассета
| №   | Название                            | Ремикширование                | Длительность |
| --- | ----------------------------------- | ----------------------------- | ------------ |
| 1.  | «Slipping Away»                     | Трент Резнор, Алан Молдер     | 6:11         |
| 2.  | «The Great Collapse»                | Резнор, Моулдер               | 4:42         |
| 3.  | «The Wretched» (Version)            | Кейт Хиллебрандт              | 5:52         |
| 4.  | «Starfuckers, Inc.» (Version)       | Эдриан Шервуд                 | 5:11         |
| 5.  | «The Frail» (Version)               | Benelli                       | 2:47         |
| 6.  | «Starfuckers, Inc.» (Version)       | Дэйв Огилви                   | 6:06         |
| 7.  | «Where Is Everybody?» (Version)     | Дэнни Лонер, Telefon Tel Aviv | 5:07         |
| 8.  | «Metal (кавер-версия Гэри Ньюмана)» |                               | 7:05         |
| 9.  | «10 Miles High» (Version)           | Хиллебрандт                   | 5:11         |
| 10. | «Starfuckers, Inc.» (Version)       | Чарли Клоузер                 | 5:09         |

Грампластинка
| №  | Название                      | Ремикширование  | Длительность |
| -- | ----------------------------- | --------------- | ------------ |
| 1. | «Slipping Away»               | Резнор, Моулдер | 6:11         |
| 2. | «The Great Collapse»          | Резнор, Моулдер | 4:42         |
| 3. | «The Wretched (Version)»      | Хиллебрандт     | 5:52         |
| 4. | «Starfuckers, Inc. (Version)» | Шервуд          | 5:11         |

| №  | Название                            | Ремикширование          | Длительность |
| -- | ----------------------------------- | ----------------------- | ------------ |
| 1. | «The Frail (Version)»               | Benelli                 | 2:47         |
| 2. | «Starfuckers, Inc. (Version)»       | Огильви                 | 6:06         |
| 3. | «10 Miles High (Version)»           | Хиллебрандт             | 5:11         |
| 4. | «Metal (кавер-версия Гэри Ньюмана)» |                         | 7:05         |
| 5. | «Where Is Everybody? (Version)»     | Лонер, Telefon Tel Aviv | 5:07         |
| 6. | «Starfuckers, Inc. (Version)»       | Клоузер                 | 5:09         |

## Участники записи
- Nine Inch Nails — музыка, слова, исполнение
- Трент Резнор, Чарли Клоузер, Telefon Tel Aviv, Алан Молдер, Кит Хиллебрандт, Эдриан Шервуд[англ.], Benelli, Дэйв Огилви — ремикширование
- Дэнни Лонер — гитара, синтезатор, ремикширование
- Том Бейкер — мастеринг
- Алан Бранч — звукорежиссёр (трек 4)
- Сьюзан Суон — промоутер, PR
- Роб Шеридан — арт-директор, дизайнер

## Позиции в чартах
| Чарт (2000)         | Высшая позиция |
| ------------------- | -------------- |
| ARIA Charts         | 59             |
| Oricon              | 73             |
| Scottish Albums     | 85             |
| UK Albums Chart     | 98             |
| Billboard 200       | 67             |
| Top Internet Albums | 13             |